# Fator de liberação
Um fator de liberação é uma proteína que permite a terminação de tradução ao reconhecer o códon de terminação ou códon de parada em uma sequência mRNA. Eles são chamados assim porque liberam novos peptídeos do ribossomo.

## Fundamento
Durante a tradução do mRNA, a maioria dos códons é reconhecida por moléculas de tRNA "carregadas", chamadas de aminoacil-tRNAs, porque estão aderidas a aminoácidos específicos correspondentes ao anticódon de cada tRNA. No código genético padrão, existem três códons de parada do mRNA: UAG ("âmbar"), UAA ("ocre") e UGA ("opala" ou "umber", “marrom-chocolate”). Embora esses códons de parada sejam trigêmeos, assim como os códons comuns, eles não são decodificados por tRNAs. Foi descoberto por Mario Capecchi em 1967 que, em vez disso, os tRNAs normalmente não reconhecem os códons de parada e que o que ele chamou de "fator de liberação" não era uma molécula de tRNA, mas uma proteína.  Posteriormente, foi demonstrado que diferentes fatores de liberação reconhecem diferentes códons de parada.

## Classificação
Existem duas classes de fatores de liberação. Os fatores de liberação da classe 1 reconhecem os códons de parada; eles se ligam ao sítio A do ribossomo de uma forma que imita o ARNt, liberando o novo polipeptídeo conforme ele desmonta o ribossomo.  Os fatores de liberação de classe 2 são GTPases que aumentam a atividade dos fatores de liberação de classe 1. Ajuda o FL classe 1 a se dissociar do ribossomo.